# サンティアゴ州 (ドミニカ共和国)

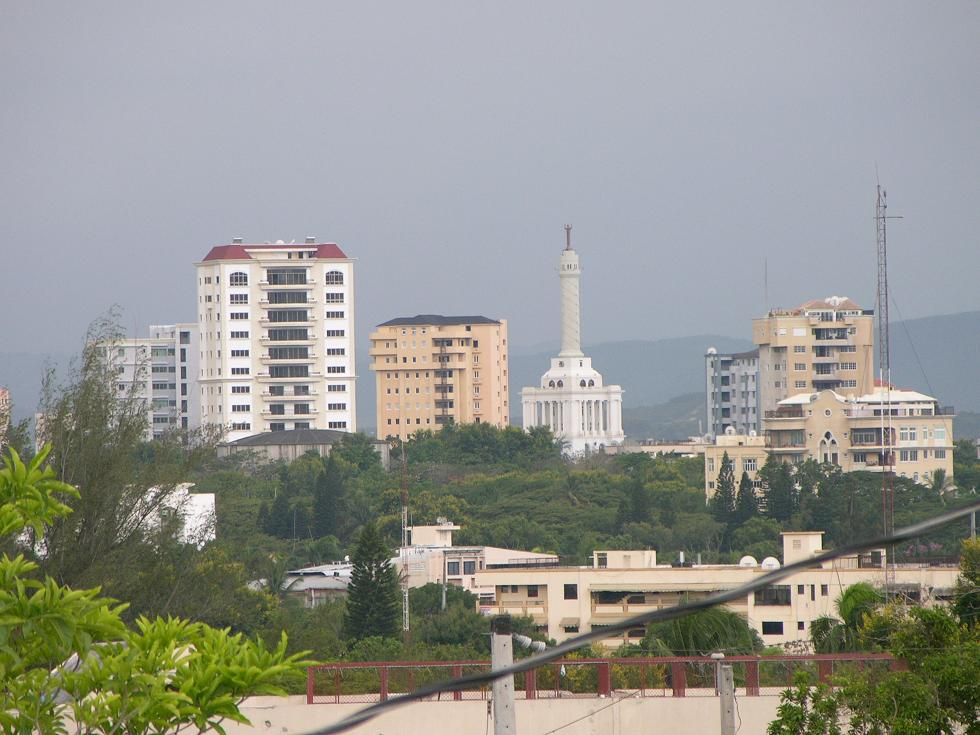
サンティアゴ・デ・ロス・カバリェロスの街並み

サンティアゴ州 (サンティアゴしゅう、スペイン語：Santiago / スペイン語発音: [sanˈtjaɣo])は、ドミニカ共和国北西部の州。
2017年の人口は102万2916人で、国内2位。
州都はサンティアゴ・デ・ロス・カバリェロス。

## 隣接州
- 北：プエルト・プラタ州
- 東：エスパイジャト州
- 南東：ラ・ベガ州
- 南西：サン・フアン州
- 西：サンティアゴ・ロドリゲス州
- 北西：バルベルデ州

## 行政区画

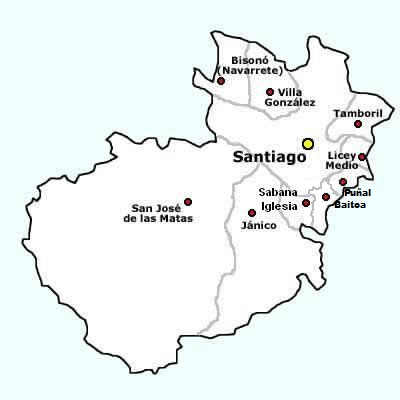
サンティアゴ州の行政区画

- サバナ・イグレシア（英語版）
- サンティアゴ・デ・ロス・カバリェロス：州都
- サン・ホセ・デ・ラス・マタス（英語版）
- タンボリル（英語版）
- ナバレテ（英語版）
- バイトア（英語版）
- ハニコ（英語版）
- ビージャ・ゴンサレス（英語版）
- プニャール（英語版）
- リセイ・アル・メディオ（英語版）

## 経済

### 工業
経済自由区域が有る。
- 家具
- 靴
- 繊維
- 煙草
- 皮革
- ラム酒

## 医療
同国北部のシバオ地域の医療の中心である。

## 著名人

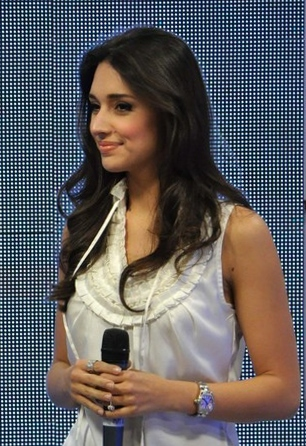
アメリア・ベガ

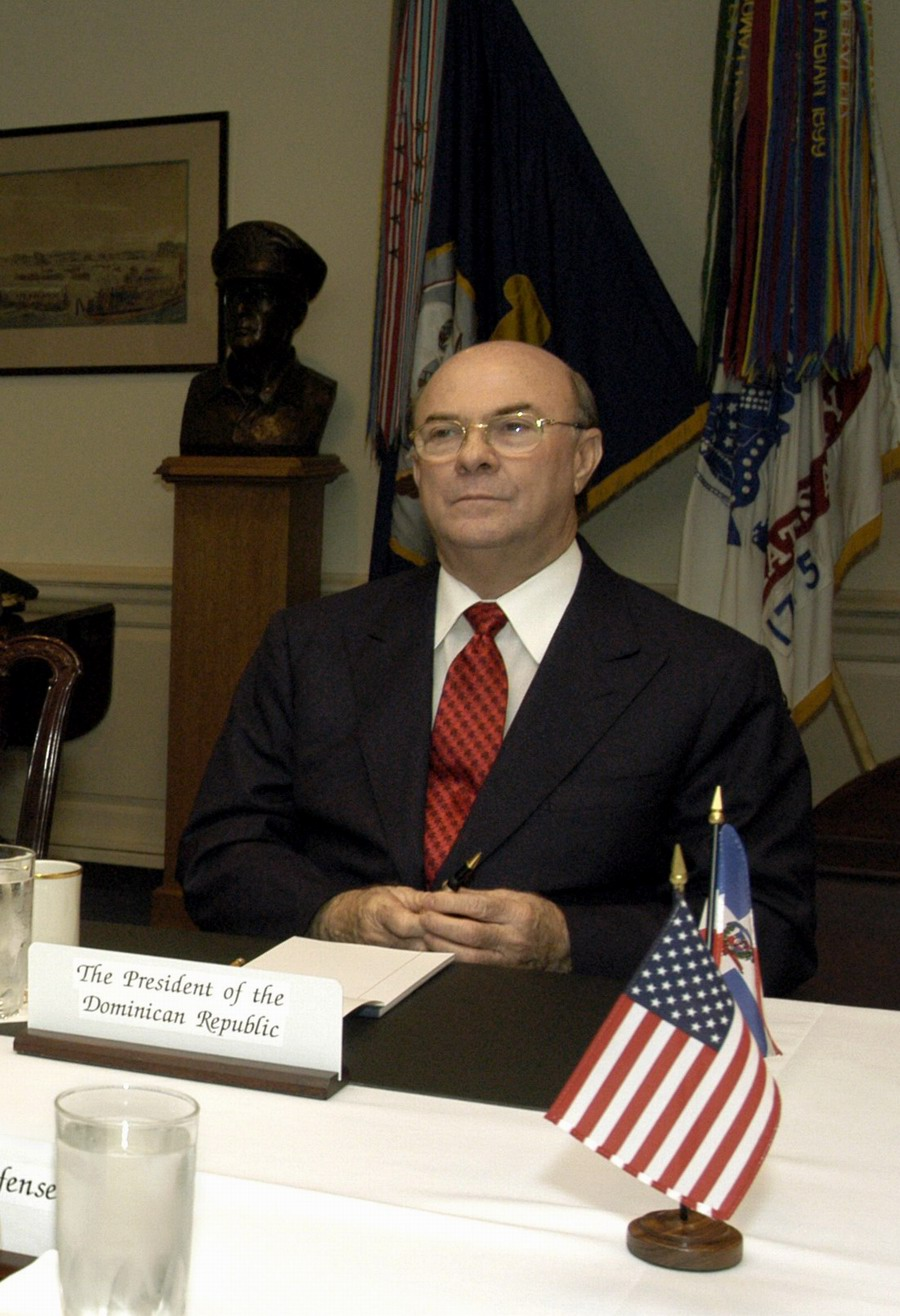
イポリト・メヒア

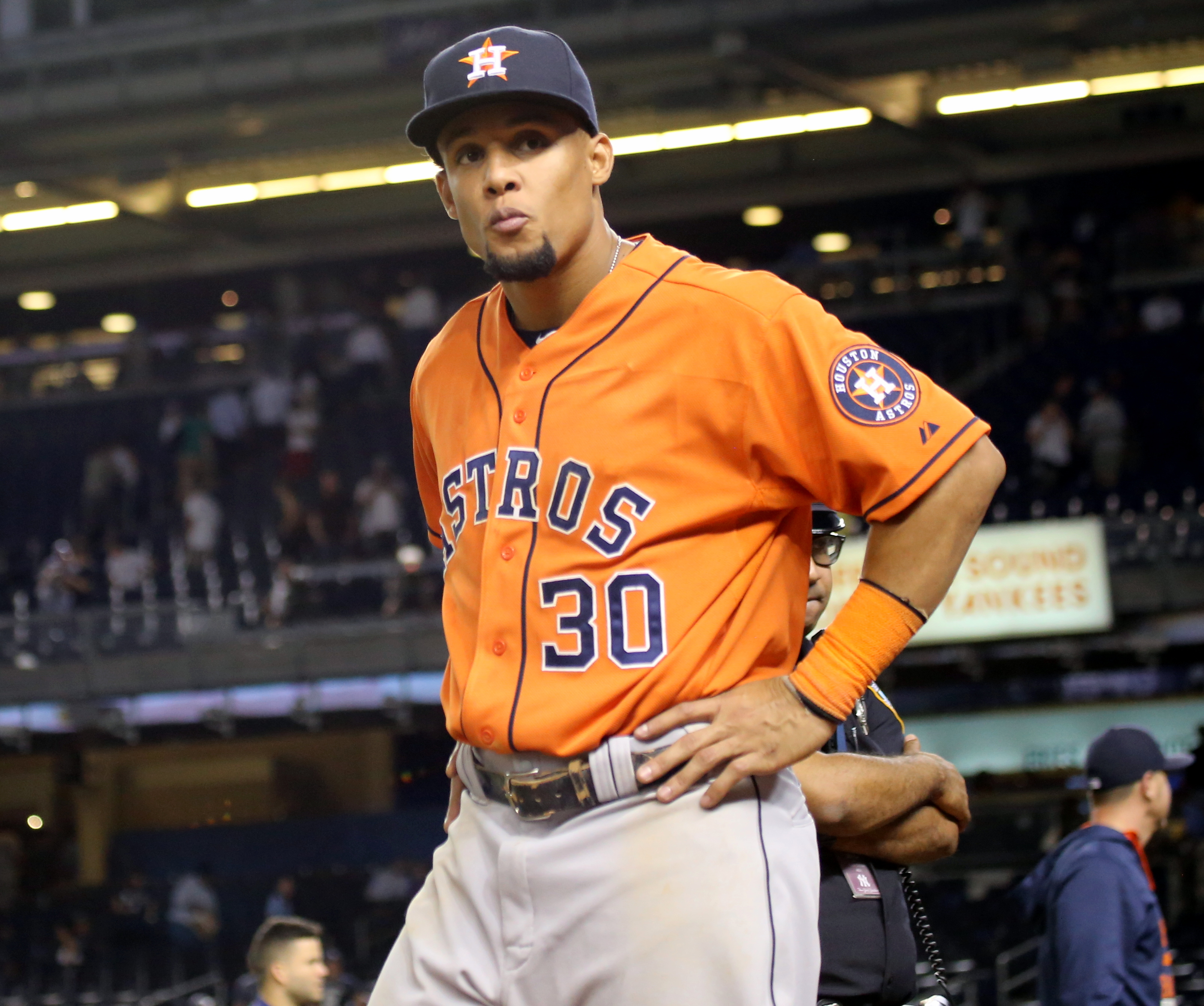
2015年のカルロス・ゴメス

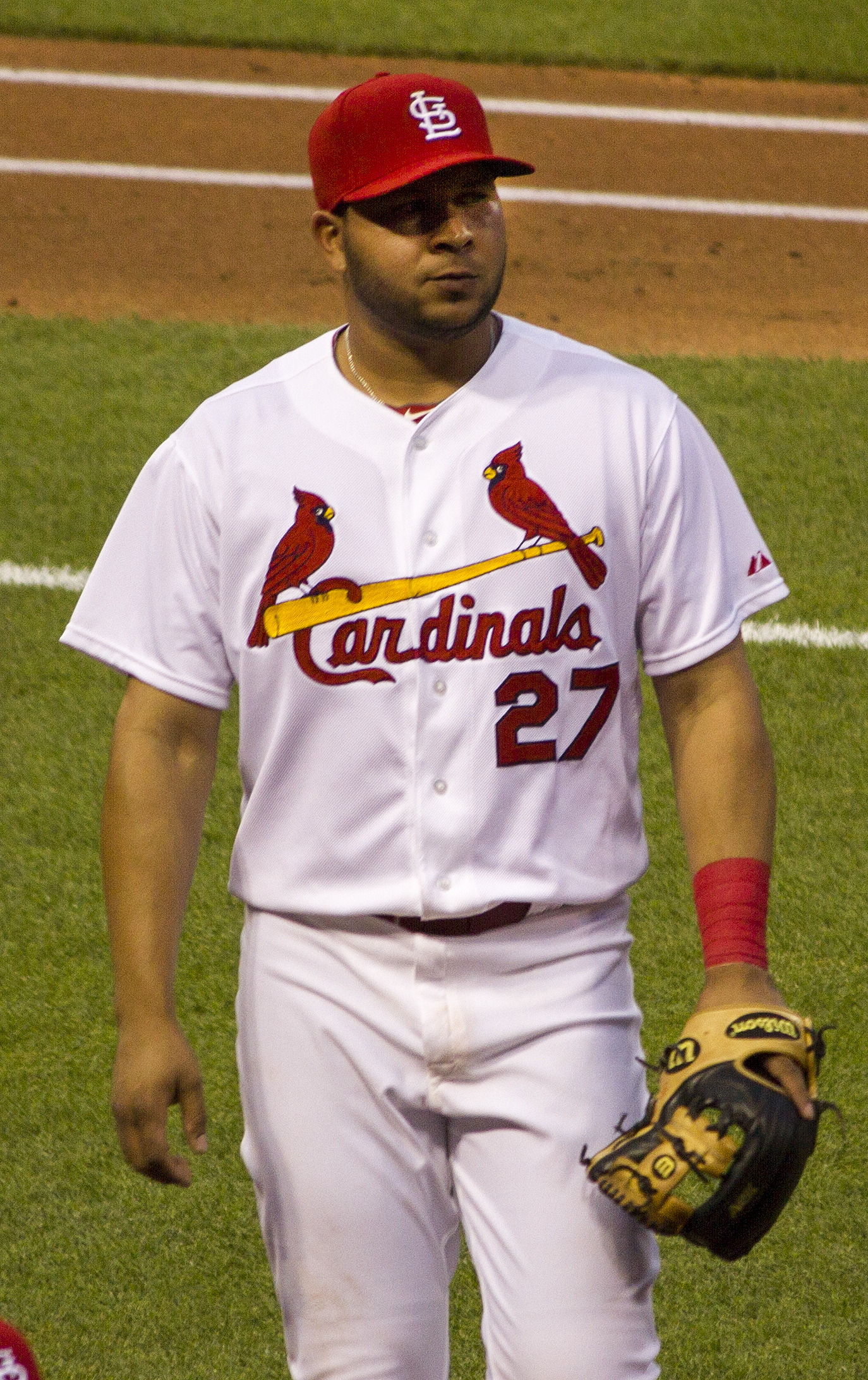
2014年のジョニー・ペラルタ

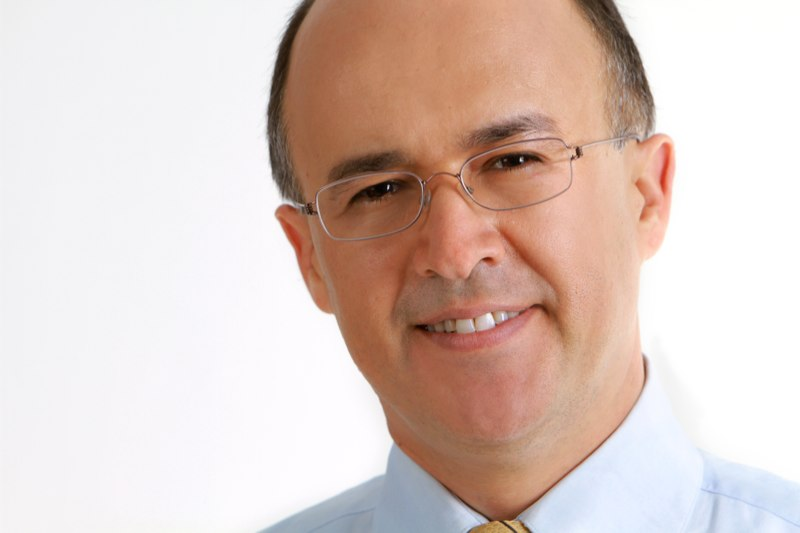
フランシスコ・ドミンゲス・ブリトー

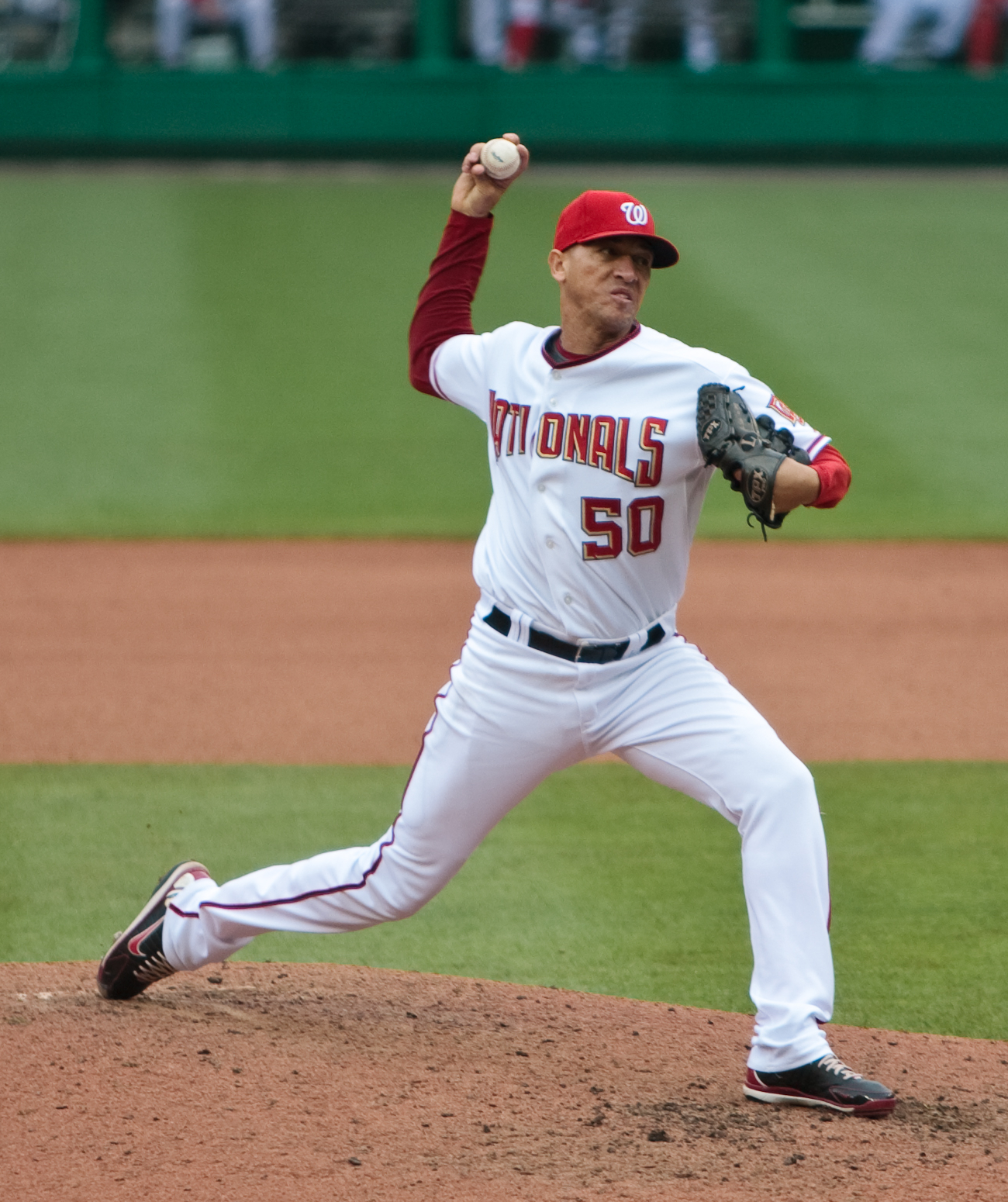
フリアン・タバレス

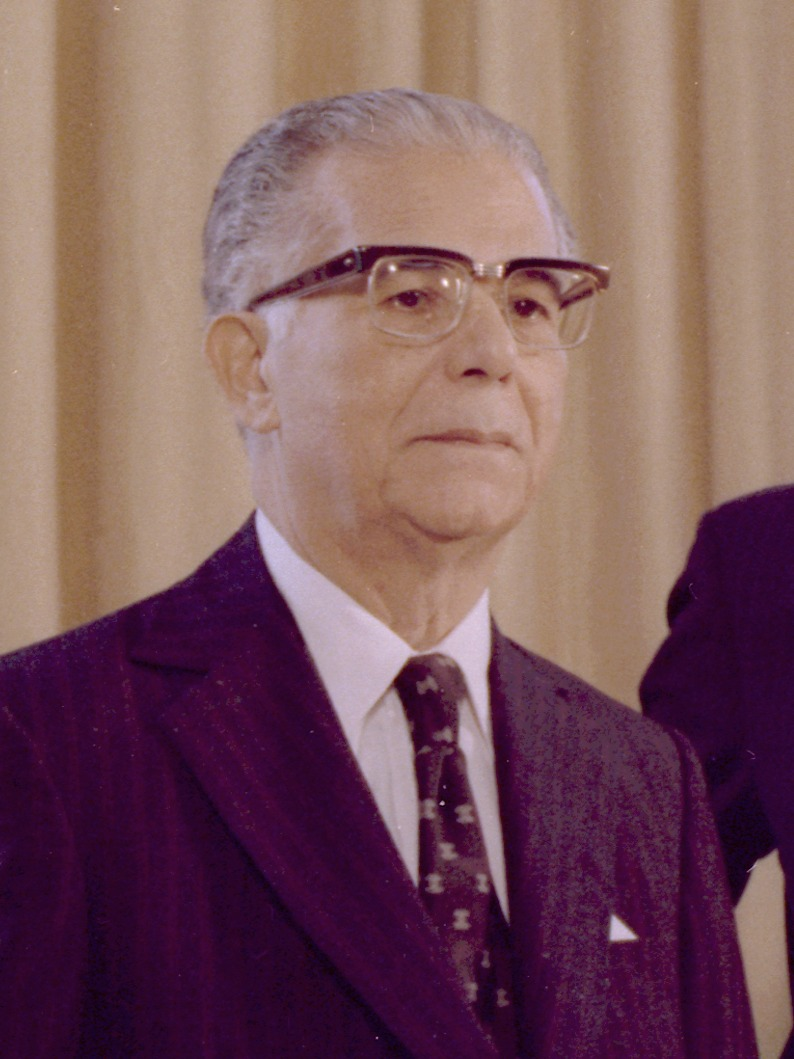
1977年のホアキン・バラゲール

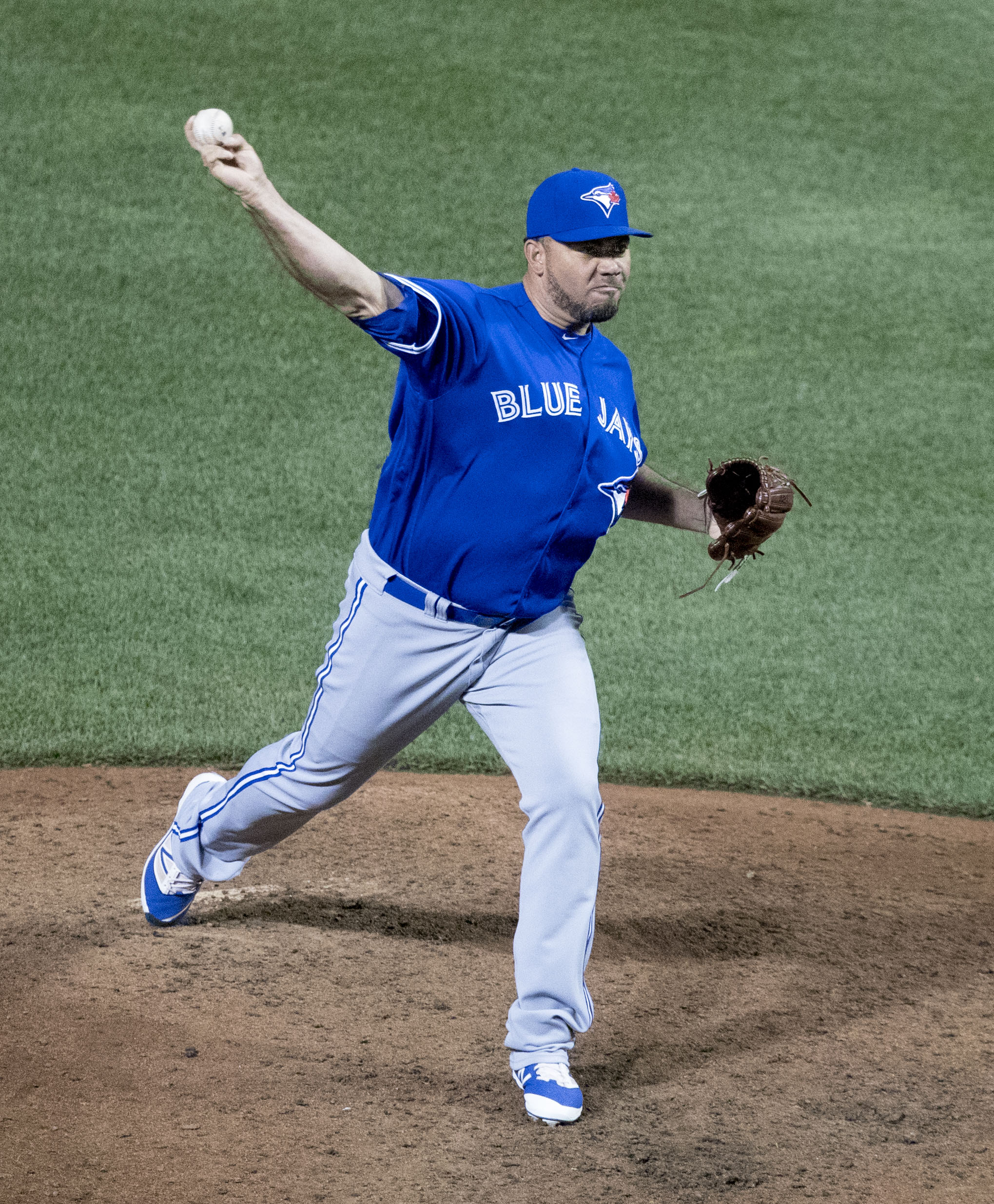
2016年のホアキン・ベノワ

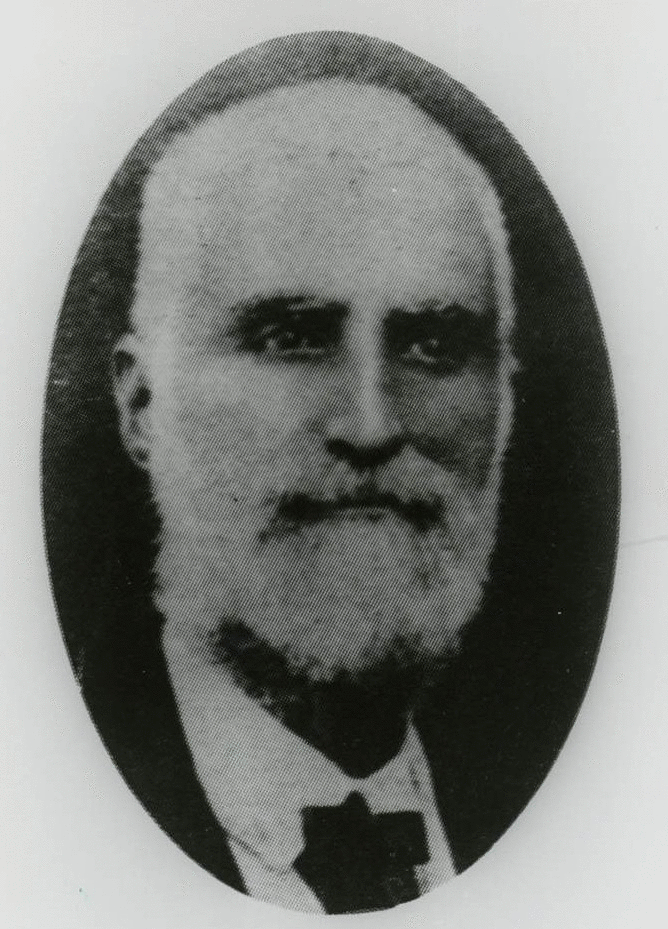
ホセ・デジデリオ・バルベルデ

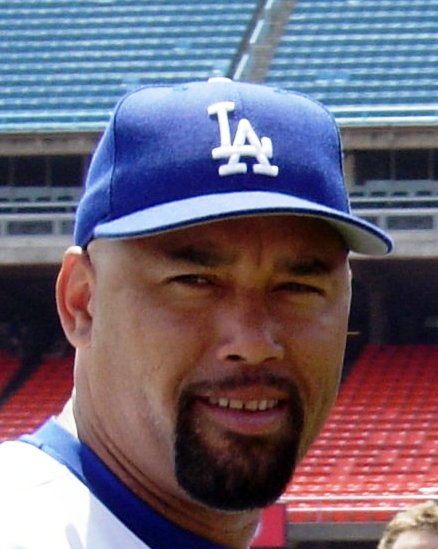
2004年のホセ・リマ

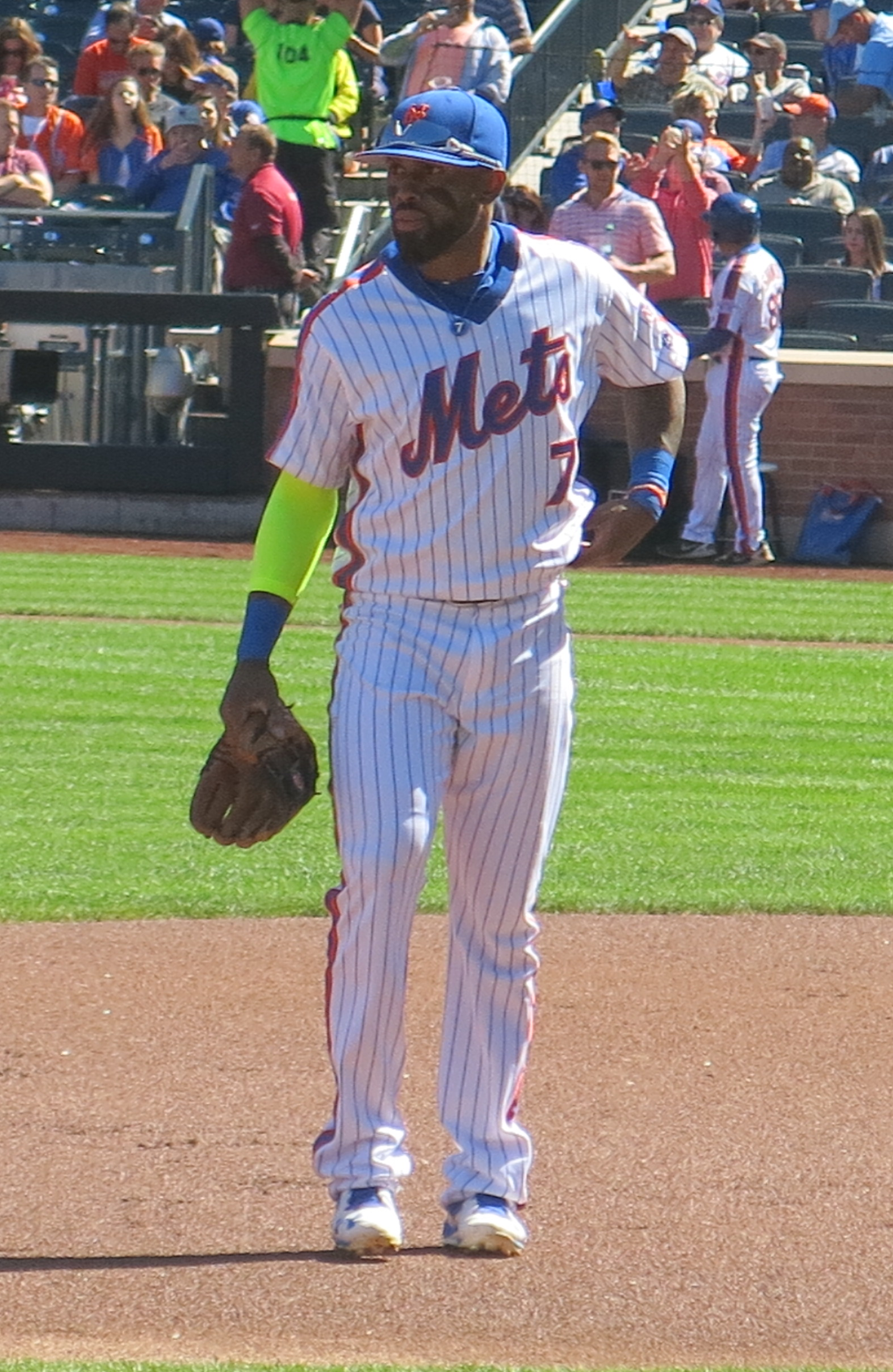
2016年のホセ・レイエス

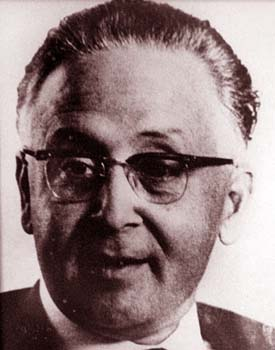
ラファエル・フィルベルト・ボネリー

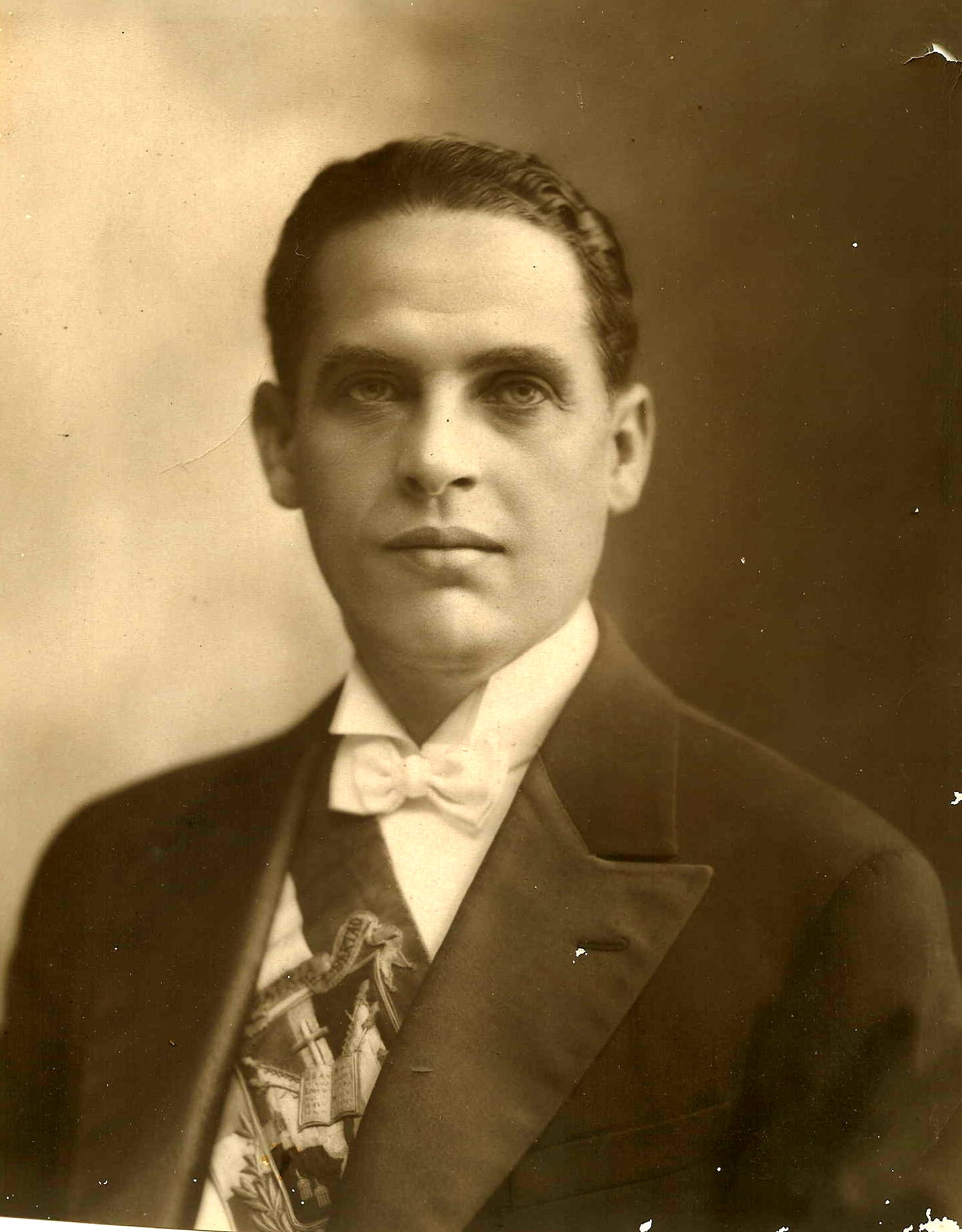
ラファエル・エストレラ・ウレーニャ

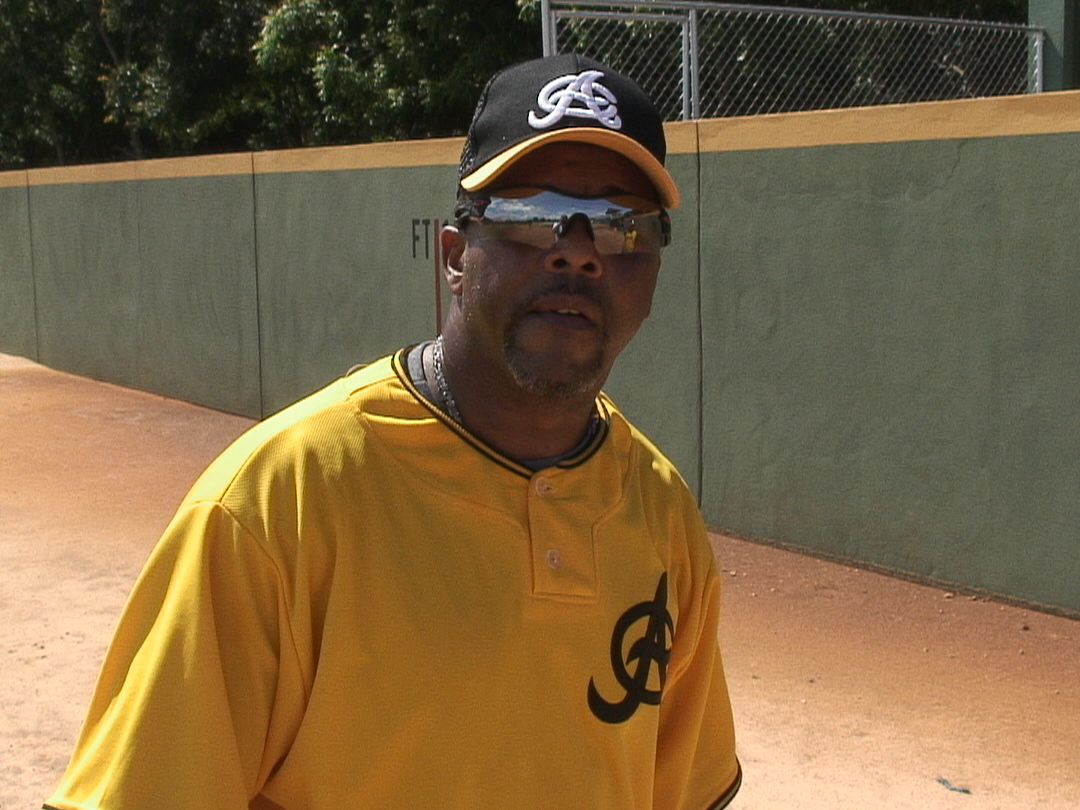
ルイス・ポロニア

- アメリア・ベガ：1984年～。2013年に同国初のミス・ユニバースを受賞した。
- アントニオ・グスマン・フェルナンデス（英語版）：1911年～1982年。第46代(1978年～1982年)大統領。
- イポリト・メヒア（英語版）：1941年～。第51代(2000年～2004年)大統領。
- ウィンストン・ジェナス：1943年～。1976年に太平洋クラブライオンズでプレーした野球選手。
- カルロス・ゴメス：1985年～。MLB（ミルウォーキー・ブルワーズ他）でプレーした野球選手。
- サルバドール・ホルヘ・ブランコ（英語版）：1926年～2010年。第48代(1982年～1986年)大統領。
- ジョニー・パチェコ（英語版）：1935年～。音楽家。ファニア・オールスターズの創設者。サルサの命名者。
- ジョニー・ペラルタ：1982年～。MLB（クリーブランド・インディアンス他）でプレーした野球選手。
- ドナルド・リード・カブラル（英語版）：1923年～2006年。1963年～1965年の1年4ヶ月間、大統領代行を務めた。
- トニー・ペーニャ・ジュニア：1981年～。MLB（カンザスシティ・ロイヤルズ他）でプレーした野球選手。
- フランシスコ・ドミンゲス・ブリトー（英語版）：1965年～。弁護士。政治家。
- フリアン・タバレス：1973年～。MLB（セントルイス・カージナルス他）でプレーした野球選手。
- ペドロ・フランシスコ・ボノ（英語版）：1828年～1906年。政治家。同国初の社会学者。
- ホアキン・バラゲール：1906年～2002年。第39代(1960年～1962年)、第45代(1966年～1978年)、第49代(1986年～1996年)の3期(23年半)に渡って大統領を務めた。
- ホアキン・ベノワ：1977年～。MLB（テキサス・レンジャーズ他）でプレーした野球選手。
- ホセ・アコスタ（スペイン語版）：1964年～。作家。
- ホセ・デシデリオ・バルベルデ（英語版）：1822年～1903年。第7代(1858年6月～8月)大統領。
- ホセ・リマ：1972年～2010年。MLB（ヒューストン・アストロズ他）でプレーした野球選手。
- ホセ・レイエス：1983年～。MLB（ニューヨーク・メッツ他）でプレーした野球選手。
- ミゲル・コッコ（英語版）：1946年～2009年。政治家。
- ミゲル・ディローン（英語版）：1954年～。MLB（ピッツバーグ・パイレーツ他）でプレーした野球選手。
- ジョルジ・モレル（英語版）：1906年～1979年。画家。
- ラファエル・エストレージャ・ウレーニャ（英語版）：1889年～1945年。1930年に5か月間大統領代行を務めた。
- ラファエル・フィリベルト・ボネリー（英語版）：1904年～1979年。第43代(1962年～1963年)大統領。
- ラモン・ペーニャ（英語版）：1962年～。MLB（デトロイト・タイガース）でプレーした野球選手。
- ルイス・ポローニャ（英語版）：1963年～。MLB（オークランド・アスレチックス他）でプレーした野球選手。